# Xã Hinckley, Quận Medina, Ohio
Xã Hinckley (tiếng Anh: Hinckley Township) là một xã thuộc quận Medina, tiểu bang Ohio, Hoa Kỳ. Năm 2010, dân số của xã này là 7.646 người.